# Jules Ferrette
Jules Ferrette, né le 22 avril 1828 à Épinal et mort à Genève le 10 octobre 1904, est un moine français et évêque errant.

## Biographie
Jules Ferrette est né dans une famille protestante évangélique, sa lecture des Pères de l'Église lui fit conclure au manque de nécessité des divisions dans le christianisme. Il se convertit donc au catholicisme en 1850 et entre au noviciat dominicain de Flavigny en 1851. Après avoir étudié la philosophie et la théologie à Grenoble et à Rome, il reçut les ordres mineurs dans l'Ordre dominicain le 10 juin 1854, devint sous-diacre le 23 décembre 1854, diacre le 7 avril 1855 et prêtre le 2 juin 1855. Il servit à la Mission Dominicaine en Mésopotamie et Kurdistan de janvier à juin 1856, mais quitta l'Église catholique romaine. Il travailla alors avec la Mission presbytérienne de Damas de 1858 à 1865,. Il "le premier orientaliste connu à avoir tenté de constituer un glossaire de l’araméen de Maaloula et peut être légitimement considéré comme celui qui a le premier attiré l’attention de la science européenne sur le petit village et son dialecte, et incité à ce que d’autres études soient réalisées.". Il assista Lord Dufferin dans sa mission de secours aux Maronites persécutés du Liban de 1860 à 1862. 
Jules Ferrette affirme avoir été  consacré évêque sous le nom de Mar Julius « pour l'île d'Iona et ses dépendances » par le métropolite syriaque-orthodoxe de Homs, Mutran Boutros (futur patriarche d'Antioche sous le nom d'Ignace Pierre IV) le 14 juin 1866,.
Ferrette essaya aussi de publier un de ses essais dans Essays on the Reunion Of Christendom, mais Edward Bouverie Pusey refusa. Ferrette partit à Cambridge (Massachusetts) avant de revenir en 1874 en Angleterre. Il consacre alors Patriarche britannique le pasteur anglican Richard William Morgan, qui prend le nom de Mar Pelagius.
Il meurt en 1903.